# National Lacrosse League Cup

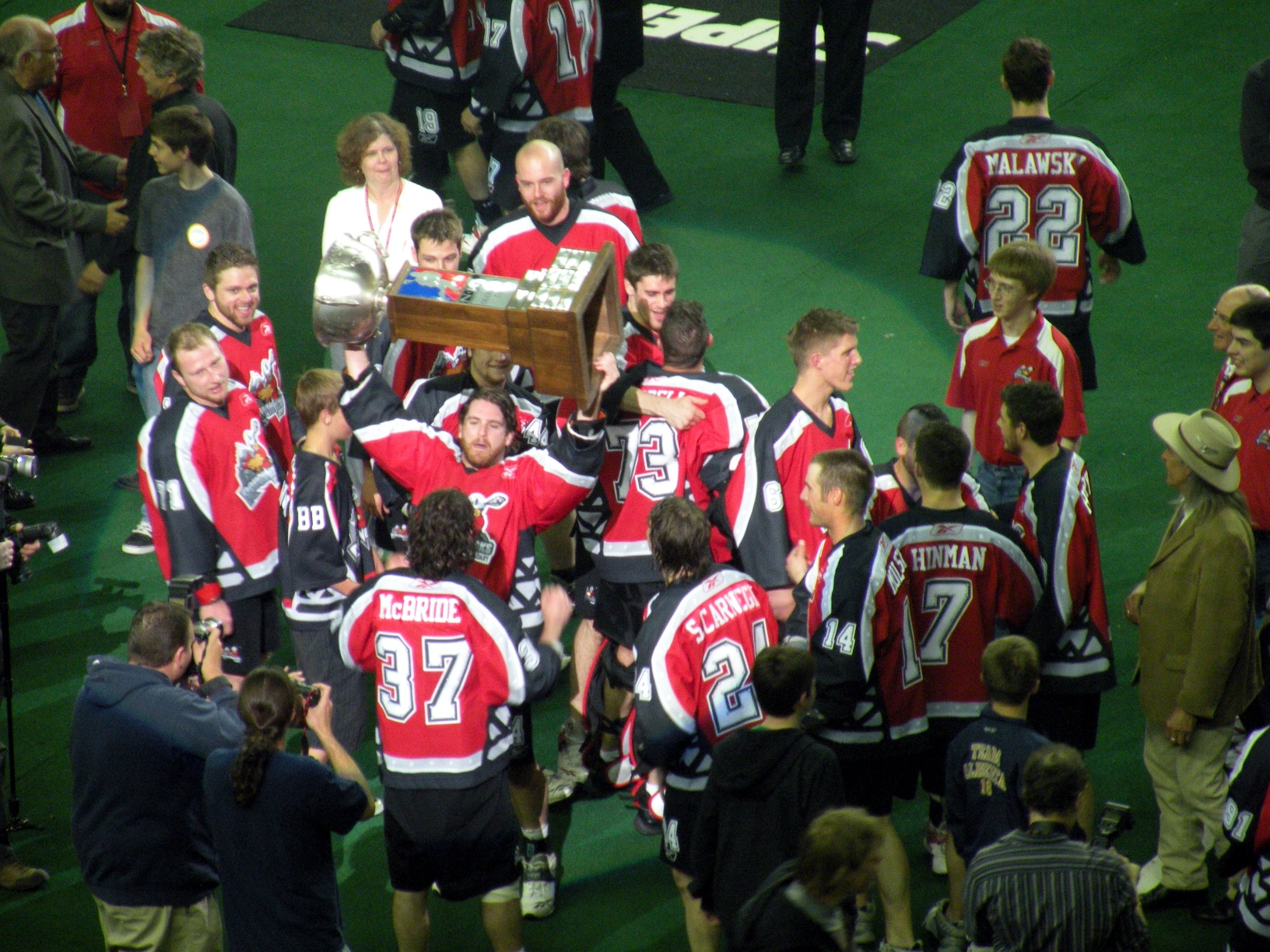
Victoire de l'équipe Roughnecks Calgary en 2009.

La National Lacrosse League Cup (Coupe de la Ligue nationale) est le trophée accordé aux vainqueurs des séries éliminatoires dans la National Lacrosse League (NLL). Avant 2018, la ligue décernait la Champion's Cup (Coupe du champion).

## Vainqueurs

### Champion's Cup
| Année | Vainqueur             | Finaliste             | Score |
| ----- | --------------------- | --------------------- | ----- |
| 1998  | Philadelphia Wings    | Baltimore Thunder     | 2-0   |
| 1999  | Toronto Rock          | Rochester Knighthawks | 13-10 |
| 2000  | Toronto Rock          | Rochester Knighthawks | 14-13 |
| 2001  | Philadelphia Wings    | Toronto Rock          | 9-8   |
| 2002  | Toronto Rock          | Albany Attack         | 13-12 |
| 2003  | Toronto Rock          | Rochester Knighthawks | 8-6   |
| 2004  | Calgary Roughnecks    | Buffalo Bandits       | 14-11 |
| 2005  | Toronto Rock          | Arizona Sting         | 19-13 |
| 2006  | Colorado Mammoth      | Buffalo Bandits       | 16-9  |
| 2007  | Rochester Knighthawks | Arizona Sting         | 13-11 |
| 2008  | Buffalo Bandits       | Portland LumberJax    | 14-13 |
| 2009  | Roughnecks Calgary    | Titan New York        | 12-10 |
| 2010  | Stealth Washington    | Rock Toronto          | 15-11 |
| 2011  | Rock Toronto          | Stealth Washington    | 8-7   |
| 2012  | Knighthawks Rochester | Rush Edmonton         | 9-6   |
| 2013  | Knighthawks Rochester | Stealth Washington    | 11-10 |
| 2014  | Knighthawks Rochester | Roughnecks Calgary    | 3-2   |
| 2015  | Rush Edmonton         | Rock Toronto          | 11-10 |
| 2016  | Swarms Georgia        | Saskatchewan Rush     | 15-14 |
| 2017  | Georgia Swarm         | Saskatchewan Rush     | 2-0   |

### National Lacrosse League Cup
| Année | Vainqueur          | Finaliste             | Score |
| ----- | ------------------ | --------------------- | ----- |
| 2018  | Saskatchewan Rush  | Rochester Knighthawks | 2-1   |
| 2019  | Calgary Roughnecks | Buffalo Bandits       | 2-0   |
| 2022  | Colorado Mammoth   | Buffalo Bandits       | 2-1   |